# Kochankowie Gwiezdnych Przestrzeni
Kochankowie Gwiezdnych Przestrzeni (ang. Space Star Lovers) – polski zespół muzyczny wykonujący głównie muzykę funk z elementami reggae, latino, rocka, disco, ska i jazzu. Charakterystyczną cechą zespołu jest uniwersalne, radosne brzmienie dopełnione dowcipnymi, często groteskowymi tekstami i niezwykle żywiołowe koncerty.
Zespół wystąpił na ateńskim koncercie odbywającym się w ramach Europejskiego Forum Społecznego. Zdobył Grand Prix II Festiwalu Form Muzycznych we Wrocławiu. W 2009 roku zespół wystąpił na scenie folkowej podczas Przystanku Woodstock, gdzie otrzymał nagrodę Złotego Bączka za najlepszy koncert podczas XV. edycji festiwalu. W 2010 roku zespół wystąpił na głównej scenie XVI. festiwalu Przystanek Woodstock przed prawie pół milionową publicznością. W 2011 roku zespół wygrał nagrodę kanału 3DTV, występując w koncercie galowym na scenie Palladium.
6. grudnia 2011 miała miejsce premiera nowego albumu pt. Flesz Back, nagranego w całości w Rolling Tapes Studio w Srebrnej Górze. Album zawiera 12 kompozycji, przeplatanych skitami i dostępny jest w serwisie muzodajnia.pl.
Utwory zespołu Trabant Drajwer i Tandem były notowane na listach przebojów między innymi Polskiego Radia BIS, Polskiego Radio Euro, Radia Kampus, Antyradia oraz Programu Trzeciego Polskiego Radia.

## Skład
- Sebastian Maliszewski – wokal
- Piotr Rybak – gitara basowa
- Marcin Ścierański – perkusja
- Agnieszka Gruczek – instrumenty klawiszowe
- Łukasz Owsianko – gitara elektryczna
- Filip Dzięcioł – reżyseria dźwięku, efekty

- Amadeusz Krebs – perkusja
- Grzegorz Pańczyk – perkusja
- Łukasz Gańko – perkusja
- Dariusz „PepciaQ” Daniszewski – perkusja
- Piotr Hrycyk – perkusjonalia
- Michał Pałka – gitara basowa
- Jacek Prokopowicz – instrumenty klawiszowe
- Rafał Gańko – trąbka
- Adam Kłosiński – puzon
- Łukasz Morawski – gitara elektryczna
- Wojciech „Hefalump” Trusewicz – gitara elektryczna
- Karol Gołowacz – saksofon
- Lubay – sampler, efx
- Patryk Tylza – reżyseria dźwięku, efekty

## Dyskografia
- Fanki Pisk[2] (2005; OFFmusic)[3]
- Flesz Back (2011)[4]